# Scotophilus collinus
Scotophilus collinus é uma espécie de morcego da família Vespertilionidae. Pode ser encontrada na Malásia, Indonésia e Timor-leste.